# GOOD PLACE
株式会社GOOD PLACE（グッドプレイス、英: GOOD PLACE Co., Ltd.）は、オフィスや住宅、介護施設等の設計・施工・リノベーションや総務アウトソーシング事業、海外事業などを行うインテリアデザインにおけるファシリティマネジメント会社である。旧社名は株式会社コスモスモア。
リクルートグループのリフォーム事業の一環として設立されたが、2013年に親会社の株式会社コスモスイニシアが大和ハウス工業株式会社と資本提携したため、大和ハウスグループ会社となった。

## 沿革
- 1990年01月　リクルートグループのリフォーム事業として東京都千代田区に株式会社コスモスモアを設立
- 1990年04月 - 特定建設業免許（大臣）取得、一級建築士事務所登録
- 1991年10月 - 宅建業免許取得
- 1994年04月 - 商業施設事業進出
- 1996年04月 - モデルルーム事業、戸建事業に進出
- 1996年07月 - オフィスカウンター事業に進出
- 2000年12月 - 大阪支店開設
- 2001年04月 - オフィス事業を全国展開
- 2005年06月 - コスモスイニシアがMBOにより、リクルートグループから独立
- 2006年03月 - プライバシーマーク取得
- 2006年09月 - 東京都千代田区に本社移転
- 2008年04月 - CSRレポート「サスモア」創刊
- 2011年05月 - 東京都港区に本社移転
- 2013年04月 - グローバル事業に進出
- 2013年06月 - コスモスイニシアが大和ハウス工業株式会社と資本業務提携契約を締結し、大和ハウスグループ会社となる
- 2014年04月 - スチールハウス工法による介護施設建設事業進出
- 2024年01月 - 株式会社GOOD PLACEに商号変更[2]

## 受賞歴
- 2016年グッドデザイン賞[注釈 2]：受賞作品『綾瀬の蔵～蔵をひらく～』[3]
- ハーマンミラー[注釈 3]社主催 Livable Office Award 2015受賞：受賞作品『Indeed Tokyo』[4]